# Primaire du Parti démocrate (Italie) de 2023
Une primaire du Parti démocrate se déroule en Italie le 26 février 2023 pour désigner le nouveau secrétaire du parti politique.
À la suite des mauvais résultats du Parti démocrate lors des élections parlementaires de 2022, le secrétaire Enrico Letta annonce son intention de quitter la tête du parti.

## Candidats
| Photo | Nom | Nom                       | Carrière | Logo                  | Slogan                                       |
| ----- | --- | ------------------------- | --- | --------------------- | -------------------------------------------- |
|       |     | Stefano Bonaccini (1967-) | - Président de la région de l'Émilie-Romagne (depuis 2014) - Président de la conférence des régions et provinces autonomes (2016-2021) - Secrétaire régional du Parti démocrate en Émilie-Romagne (2009-2015)                                                                                         | (stefanobonaccini.it) | Energia Popolare (Énergie populaire)         |
|       |     | Gianni Cuperlo (1961-)    | - Député de la République italienne (2006-2018 et depuis 2022) - Président du Parti démocrate (2013-2014) - Secrétaire des Jeunes de gauche (1990-1992) - Secrétaire de la Fédération italienne de la jeunesse communiste (1988-1990)                                                                 | (giannicuperlo.it)    | Promessa Democratica (Promesse démocratique) |
|       |     | Paola De Micheli (1973-)  | - Députée de la République italienne (depuis 2008) - Ministre des Infrastructures et des Transports (2019-2021) - Vice-secrétaire du Parti démocrate (2019) - Commissaire spécial pour la reconstruction des zones touchées par les tremblements de terre de 2016-2017 en Italie centrale (2017-2018) | (paolademicheli.it)   | Concretamente (Concrètement)                 |
|       |     | Elly Schlein (1985-)      | - Députée de la République italienne (depuis 2022) - Vice-présidente de la région de l'Émilie-Romagne (2020-2022) - Députée européenne (2014-2019) | (ellyschlein.it)      | Parte da Noi (Ça commence avec nous)         |

## Résultats

### Membres du parti
Un premier tour auquel seuls les adhérents du parti peuvent voter est organisé entre le 27 janvier et le 12 février 2023 dans chaque section.
| Candidats       | Candidats         | Voix    | %     |
| --------------- | ----------------- | ------- | ----- |
|                 | Stefano Bonaccini | 79 787  | 52,87 |
|                 | Elly Schlein      | 52 637  | 34,88 |
|                 | Gianni Cuperlo    | 12 008  | 7,96  |
|                 | Paola De Micheli  | 6 475   | 4,29  |
|                 |                   |         |       |
| Votes valides   | Votes valides     | 150 907 | 99,59 |
| Votes invalides | Votes invalides   | 623     | 0,41  |
| Total           | Total             | 151 530 | 100   |

### Primaire
Les deux candidats arrivés en tête du premier tour s'affrontent lors d'une primaire ouverte à tous les électeurs du centre gauche.
| Candidats       | Candidats         | Voix      | %     | Délégués |
| --------------- | ----------------- | --------- | ----- | -------- |
|                 | Elly Schlein      | 587 010   | 53,75 | 333      |
|                 | Stefano Bonaccini | 505 032   | 46,25 | 267      |
|                 |                   |           |       |          |
| Votes valides   | Votes valides     | 1 092 042 | 99,40 |          |
| Votes invalides | Votes invalides   | 6 581     | 0,60  |          |
| Total           | Total             | 1 098 623 | 100   | 600      |